# Babette Ludowici
Babette Friederike Ludowici (* 26. März 1963; † 18. November 2024) war eine deutsche Prähistorikerin, die sich vor allem mit der Erforschung der Sachsen befasste.

## Werdegang
Babette Ludowici studierte an der Ruprecht-Karls-Universität Heidelberg und der Philipps-Universität Marburg, wo sie 1998 mit einer Arbeit zur Entwicklung der Bestattungssitten im südöstlichen Niedersachsen zwischen Harz und Aller von der jüngeren römischen Kaiserzeit bis zur Karolingerzeit promoviert wurde. Bis 2005 war sie wissenschaftliche Mitarbeiterin am Leibniz-Institut für Geschichte und Kultur des östlichen Europa in Leipzig.
Ludowici setzte die in den 1950er Jahren durch Albert Genrich initiierte Sachsenforschung in Niedersachsen fort und gehörte ab 2005 der Geschäftsführung des Internationalen Sachsensymposions an. Ab 2022 war Babette Ludowici Vorsitzende des Internationalen Sachsensymposions. Von 2006 bis 2016 war sie Kuratorin im Fachbereich Archäologie am Niedersächsischen Landesmuseum Hannover, wo sie unter anderem für den Bereich Sachsenforschung zuständig war. 2017 wechselte sie zum Braunschweigischen Landesmuseum. Dort leitete sie die Abteilung Archäologie mit Sitz in der Neuen Kanzlei in Wolfenbüttel.
2019 und 2020 kuratierte Ludowici die Niedersächsische Landesausstellung Saxones. Eine neue Geschichte der alten Sachsen, die im Niedersächsischen Landesmuseum Hannover und im Braunschweigischen Landesmuseum in Braunschweig gezeigt wurde und gab den Katalog heraus.

## Veröffentlichungen (Auswahl)
- Ein Tonmodel des 14. Jahrhunderts aus Calw-Stammheim. In: Denkmalpflege in Baden-Württemberg 1992, S. 61–63 (online).
- Die jüngere Römische Kaiserzeit bis Merowingerzeit. In: Das Braunschweiger Land. Führer, 1997, S. 117–127.
- Ausgrabungen an der „Fischerhaus“-Wurt in Drage, Ldkr. Harburg. Ein archäologischer Beitrag zur Haus- und Siedlungsforschung in der Winsener Elbmarsch. in: Nachrichten aus Niedersachsens Urgeschichte. Band 69, 2000, S. 295–330.
- Frühgeschichtliche Grabfunde zwischen Harz und Aller: die Entwicklung der Bestattungssitten im südöstlichen Niedersachsen von der jüngeren römischen Kaiserzeit bis zur Karolingerzeit. Verlag Marie Leidorf, Rahden/Westf. 2005 (Dissertation).
- Auf der Spur des Luxus. Die Suche nach germanischen Eliten des 3. Jhs n. Chr. In: Heike Pöppelmann, Korana Deppmeyer, Wolf-Dieter Steinmetz (Hrsg.): Roms vergessener Feldzug. Die Schlacht am Harzhorn. Katalog zur Niedersächsischen Landesausstellung (= Veröffentlichungen des Braunschweigischen Landesmuseums. Band 115). Theiss, Stuttgart 2013, S. 162–166 (online).
- Das vergessene Jahrhundert. Was geschah in Niedersachsen zwischen 200 und 300 n. Chr.? In: Saxones, S. 66–75 (online).
- Die Sachsen (C. H. Beck Wissen). C. H. Beck, München 2022, ISBN 978-3-406-79076-8.

Herausgeberschaften
- Neue Studien zur Sachsenforschung
- Im Goldenen Schnitt. Niedersachsens längste Ausgrabung, Petersberg, 2013 (Begleitband zur Ausstellung)
- Saxones, Konrad Theiss Verlag, 2019 (Begleitband zur Ausstellung)

## Mitgliedschaften
Babette Ludowici gehörte folgenden Vereinigungen an:
- Archäologische Kommission für Niedersachsen
- Historische Kommission für Niedersachsen und Bremen
- Internationales Sachsensymposion (Arbeitsgemeinschaft zur Archäologie der Sachsen und ihrer Nachbarvölker in Nordwesteuropa)
- Deutsche Gesellschaft für Archäologie des Mittelalters und der Neuzeit
- Wartburg-Gesellschaft zur Erforschung von Burgen und Schlössern